# Hulczyn
Hulczyn (cz. Hlučín, niem. Hultschin) – miasto położone we wschodnich Czechach, w kraju morawsko-śląskim, w powiecie Opawa. Leży na Śląsku Opawskim (będącym częścią Górnego Śląska) i Płaskowyżu Głubczyckim.
Hulczyn leży nad jeziorem, przy granicy z Polską. W Hulczynie-Darkovičkach znajduje się muzeum fortyfikacji wojskowych. Miasto partnerskie Namysłowa.

## Podział
Miasto podzielone jest na trzy części stanowiące również trzy gminy katastralne:
- Bobrovníky (niem. Bobrownik, od 1939 r. Biberswald)
- Darkovičky (niem. Klein Darkowitz)
- Hulczyn

## Gospodarka
W mieście rozwinął się przemysł maszynowy, odzieżowy, materiałów budowlanych oraz drzewny.

## Historia
Założone zostało przez Przemysła Ottokara II w 1256 roku jako własność zamku Landek koło Ostrawy, jednak pierwsza wzmianka nastąpiła w 1303 jako Hulczin, a w języku niemieckim jako Hultzen w 1385 (krótkotrwale nazwę zmieniono również na Liechtenstein, na cześć Liechtensteinów). Istnieje wiele teorii pochodzenia nazwy, np. od imienia Hulka (zdrobnienie od Hula) albo Ula (z niem. Ulrich) z sufiksem -in. W miejscowym narzeczu laskim nazwa wymieniana jako Hu(ł)czyn, a miejscowi Niemcy wymawiali też ją jako Hultschen. Miasto należało wpierw do Margrabstwa Moraw, następnie księstwa opawskiego i do księstwa raciborskiego, od 1742 roku wraz z niemal całym Śląskiem do Prus, od 1816 roku w powiecie raciborskim prowincji śląskiej Prus. W XVIII wieku Hulczyn podlegał inspekcji podatkowej w Prudniku. W 1746 w Hulczynie znajdowała się wartownia pocztowa, podlegająca pod urząd pocztowy w Prudniku. Topograficzny opis Górnego Śląska z 1865 roku notuje, że w regionie najbardziej używanym językiem był morawski, a później język polski, zaznacza też obecność dużej niemieckiej diaspory w samym mieście – Die Volkssprache ist in den vier ersten Mährisch, in der letzteren Polnisch; nur in der Stadt Hultschin findet sich eine größere Anzahl Deutscher vereinigt. Odsetek niemieckich mieszkańców zmieniał się między spisami ludności i wynosił w 1890 r. 18,2%, w 1900 r. – 28,2%, w 1910 r. – 24,2%, w 1921 r. – 30,3%, a w 1930 r. – 10,2%.
10 stycznia 1920 r. z mocy traktatu wersalskiego wraz z kraikiem hulczyńskim przyłączone zostało do Czechosłowacji. Po Układzie Monachijskim z 1938 roku na powrót znalazł się w Niemczech do 1945 roku.